# Affaire des emplois fictifs de la mairie de Paris

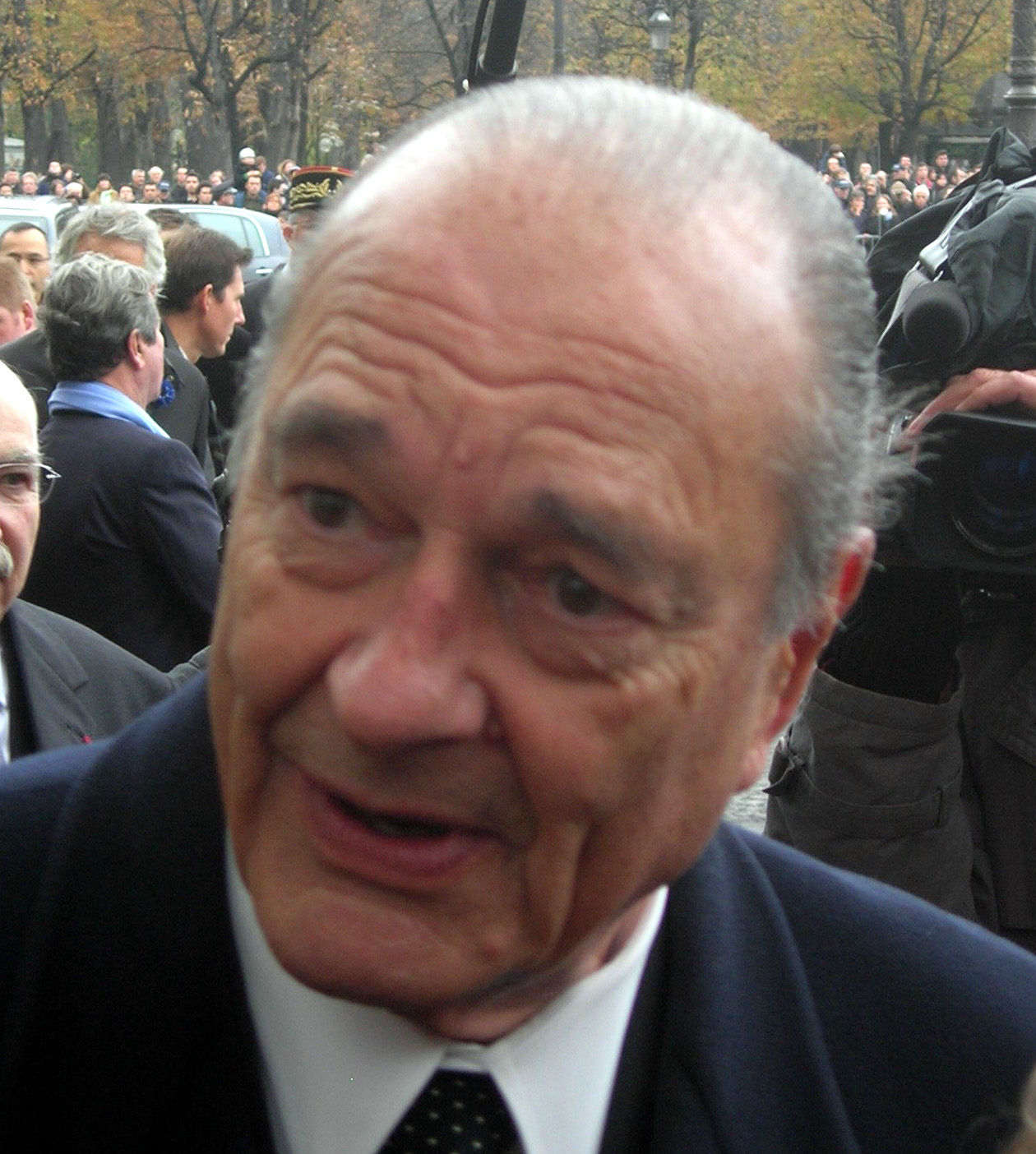
Jacques Chirac, condamné à 2 ans de prison avec sursis dans l'affaire des emplois fictifs de la mairie de Paris

L'affaire des emplois fictifs de la mairie de Paris, ou « affaire des emplois fictifs du RPR », ou encore « affaire des chargés de mission de la ville de Paris », instruite par les juges Patrick Desmure puis Alain Philibeaux, concerne sept employés permanents du RPR, dont le salaire a été payé par le conseil municipal de Paris. Le RPR était un parti politique créé par Jacques Chirac, et dont il était le président, en même temps qu’il exerçait la fonction de maire de Paris.
Dans un rapport de mars 1999, la police a estimé qu’au total, les salaires versés par le conseil municipal de Paris au RPR concernant les emplois fictifs avoisinent 30 millions de francs. Le procès a lieu en deux temps. Parmi les principaux accusés, Alain Juppé est condamné en 2004 à dix-huit mois de prison avec sursis, assortis d'une peine d'inéligibilité d'un an, et Jacques Chirac est condamné en 2011, après la fin de ses mandats de président de la République, à deux ans de prison avec sursis.

## Faits
Entre 1986 et 1996, 26 personnes employées par la Mairie de Paris travaillent en réalité au siège du RPR.

## Poursuites
Alain Juppé est jugé pour sa responsabilité dans cette affaire comme supérieur hiérarchique et complice : il est en effet secrétaire général du RPR de 1988 à 1994. Les poursuites ne font pas référence à son rôle comme instigateur ou organisateur. Les poursuites contre l'ancien Président Jacques Chirac, à l’époque maire de Paris, avaient été suspendues durant la période où il était Président de la République, en raison de sa fonction. Elles ont repris pour ensuite condamner plusieurs personnes dont le principal prévenu Jacques Chirac en décembre 2011 à deux ans de prison avec sursis pour « détournement de fonds publics », « abus de confiance » et « prise illégale d'intérêts ».
L’instruction avait déjà révélé auparavant l’existence d’une lettre datée de décembre 1993 et signée par Jacques Chirac, qui demande à son administration d’accorder une promotion à une employée municipale, Madeleine Farard, qui, bien que rémunérée par le conseil municipal, travaille en fait au siège du RPR. Dans une ordonnance rendue en avril 1999, le Procureur de la République de Nanterre, Yves Bot, explique que cette lettre fait peser à l’encontre de Jacques Chirac de fortes présomptions sur sa participation « aux faits de prise illégale d'intérêt et de recel d’abus de biens sociaux ». Le juge Desmure se déclare alors incompétent pour instruire des faits visant celui qui est alors le chef de l'État. Le procureur général à la Cour de cassation Jean-François Burgelin, par ailleurs proche de Jacques Chirac, décide fin août 1999 que la juridiction ne se penchera pas sur ce dossier délicat.

## Chronologie de l'affaire judiciaire

### Faits de la procédure
- 6 janvier 1999 : l'instruction est ouverte, après la plainte d’un contribuable parisien en décembre 1998[5], pour faux en écritures publiques, prise illégale d'intérêt, détournement de fonds publics, recel, complicité et destruction de preuves[6].
- 28 novembre 2002 : l'ancien directeur de cabinet de Jacques Chirac et ancien ministre Robert Pandraud, soupçonné d’avoir signé cinq contrats, est mis en examen[7]. De janvier à septembre 2003, une dizaine d'autres personnes sont mises en examen[8].
- 5 décembre 2003 : une grande partie du dossier est jugée prescrite par la cour d'appel de Paris. Seules les poursuites à l'encontre de Michel Roussin, Rémy Chardon et Bernard Bled pour « faux en écritures par dépositaire de l'autorité publique » demeurent car cette infraction criminelle est prescrite après 10 ans et non 3 ans. Néanmoins, l'arrêt du 5 décembre 2003 sera cassé par la Cour de cassation le 2 décembre 2004[9].
- 30 janvier 2004 : le tribunal correctionnel de Nanterre prononce un jugement de culpabilité pour les protagonistes. Alain Juppé est condamné à dix-huit mois de prison avec sursis, assortis d'une peine d'inéligibilité de dix ans[10],[11]. Néanmoins, l'appel interjeté suspend l'application de la peine, jusqu'à l'arrêt de la cour d'appel[12].
- 1er février 2004 : le président Jacques Chirac demande la création d’une commission d’enquête sur les effractions et les pressions qu'auraient eu à subir les magistrats de Nanterre ayant eu à suivre le dossier de l’Affaire des emplois fictifs de la mairie de Paris dans lequel est impliqué Alain Juppé[13].
- 19 juillet 2007 : l'ancien président Jacques Chirac est entendu plus de quatre heures comme témoin assisté par le juge Alain Philibeaux du tribunal de grande instance de Nanterre[14]. Il est susceptible d'être mis en examen pour « prise illégale d'intérêt et recel d'abus de biens sociaux », dans ce dossier où son ancien adjoint Alain Juppé a été sanctionné d'un an d'inéligibilité en appel[15],[11].
- 21 novembre 2007 : Jacques Chirac est mis en examen pour « détournement de fonds publics »[16].
- 2 avril 2009 : l'enquête de la juge d'instruction Xavière Simeoni est bouclée[17].
- 30 octobre 2009 : dix personnes sont renvoyées en correctionnelle, dont Jacques Chirac, pour « 21 supposés emplois fictifs », fait inédit pour un ancien président de la République[18].
- Août 2010 : un protocole d'accord est établi entre la mairie de Paris, Jacques Chirac et l'UMP pour solder avant le procès les 2,2 millions d'euros réclamés par la mairie de Paris : 1,65 million serait pris en charge par le parti et 550 000 euros par Jacques Chirac. En échange de ce paiement, la ville retirerait sa constitution de partie civile laissant selon Le Canard enchaîné Jacques Chirac « sans adversaire ni accusation face au tribunal, puisque le parquet a déjà fait savoir qu'il allait requérir la relaxe »[19].
- mars 2011 : le procès reprend mais est suivi d'une suspension à la suite d'une question prioritaire de constitutionnalité déposée par l'un des prévenus[20].
- septembre 2011 : le procès continue et se termine, en l'absence de Jacques Chirac pour raisons de santé[21], du témoin principal (Michel Roussin), d'un témoin important (Alain Juppé), de la victime de l'infraction (Mairie de Paris) et sans accusation (Jean-Claude Marin, estimant l'infraction insuffisamment caractérisée). À l'audience, les deux magistrats du parquet ne posent aucune question aux avocats de Jacques Chirac[22].
- 15 décembre 2011 : Jacques Chirac est reconnu coupable de détournement de fonds et d'abus de confiance par le tribunal correctionnel de Paris, et condamné à deux ans de prison avec sursis, contre l'avis du parquet, qui avait requis la relaxe, pour lui et neuf coprévenus. Seuls deux de ces derniers sont relaxés : l'ancien directeur de cabinet de Jacques Chirac Michel Roussin et Pierre Boué, un proche des milieux sportifs. Marc Blondel, ancien secrétaire général de Force ouvrière, dont le chauffeur avait longtemps été payé par la ville, est déclaré coupable, mais il bénéficie d'une dispense de peine. Les autres condamnés, parmi lesquels Jean de Gaulle, François Debré et Rémy Chardon, ancien directeur de cabinet de Jacques Chirac, sont condamnés à des peines comprises entre deux et quatre mois de prison avec sursis[23]. L'ancien président dans un communiqué annonce désapprouver le verdict mais ne fera pas appel[24],[25].

### Version romancée du procès, avant sa tenue
Le quotidien Le Monde publie, du 3 au 21 août 2010, sous la plume d'un auteur non identifié recourant au nom de plume « Cassiopée », une « fiction politique » en 17 épisodes, titrée « Chirac, le roman d'un procès », mettant en scène un supposé possible déroulement du procès de l'ancien président de la République, à l'automne 2010, devant le Tribunal correctionnel de Paris.